# Cayetano Luca de Tena
Cayetano Luca de Tena (Sevilha, 1917 — Madri, 30 de janeiro de 1997) foi um diretor teatral espanhol.